# Rainer Fornahl
Rainer Fornahl (* 10. Mai 1947 in Collmen, Landkreis Grimma; † 3. Dezember 2014 in Zwenkau) war ein deutscher Politiker (SPD). Er war von 1998 bis 2009 Mitglied des Deutschen Bundestages.

## Leben und Beruf
Nach dem Abitur 1966 absolvierte Fornahl ein Studium der Angewandten Geophysik an der Karl-Marx-Universität Leipzig, das er 1971 als Diplom-Geophysiker beendete. Anschließend leistete er bis 1973 seinen Wehrdienst bei der Nationalen Volksarmee (NVA) ab und war danach als Erkundungs- und Gebietsgeophysiker tätig. 1991 trat er als Abteilungsleiter und Prokurist in die kommunalen Wohnungsgesellschaften Leipziger Wohnungs- und Baugesellschaft/Immobilienverwaltung Gohlis ein. 1994 wechselte er zur VEBA Immobilien/IMG Leipzig. Bis Februar 2010 war er Mitglied des Aufsichtsrates der Leipziger Wohnungs- und Baugesellschaft.
Rainer Fornahl war verheiratet und hatte ein Kind. Fornahl brach am Morgen des 3. Dezember 2014 in seinem Haus am Zwenkauer See tot zusammen.

## Partei
Er gehörte 1989 zu den Mitbegründern des Neuen Forums und im November 1989 zu den Mitbegründern der SDP der DDR in Leipzig. Von 1993 bis 2006 gehörte er dem SPD-Unterbezirksvorstand Leipzig-Borna an.

## Abgeordneter
Von 1990 bis 1999 war er Mitglied der Stadtverordnetenversammlung bzw. ab 1994 des Stadtrates von Leipzig. Hier war er von 1990 bis 1998 Vorsitzender der SPD-Fraktion.
Von 1998 bis 2009 war Fornahl Mitglied des Deutschen Bundestages. Er zog stets als direkt gewählter Abgeordneter des Wahlkreises Leipzig I in den Bundestag ein. Bei der Bundestagswahl 2005 erreichte er 33,0 % der Erststimmen.